# Kočí (okres Chrudim)
Kočí (německy Kotschy, v letech 1939–1945 Kotschi) je obec v okrese Chrudim v Pardubickém kraji. Žije zde 739 obyvatel.

## Historie
První písemná zmínka o obci pochází z roku 1399.

## Obyvatelstvo
| Rok            | 1869 | 1880 | 1890 | 1900 | 1910 | 1921 | 1930 | 1950 | 1961 | 1970 | 1980 | 1991 | 2001 | 2011 | 2021 |
| -------------- | ---- | ---- | ---- | ---- | ---- | ---- | ---- | ---- | ---- | ---- | ---- | ---- | ---- | ---- | ---- |
| Počet obyvatel | 630  | 694  | 731  | 851  | 894  | 842  | 854  | 576  | 572  | 526  | 501  | 521  | 577  | 590  | 690  |
| Počet domů     | 97   | 107  | 111  | 115  | 130  | 133  | 152  | 155  | 151  | 143  | 142  | 145  | 166  | 186  | 210  |

## Obecní správa
Mezi lety 1850–1964 Kočí  bylo obcí v okrese Chrudim. Od 14. června 1964 do 31. prosince 1989 patřilo jako část obce ke Kočí-Topolu a od 1. ledna 1990 je opět samostatnou obcí. Topol byl od 1. ledna 1990 převeden k Chrudimi.

### Obecní symboly
Znak a vlajka byly obci uděleny rozhodnutím předsedy Poslanecké sněmovny Parlamentu České republiky dne 31. ledna 2002.

## Kultura

### Muzea
Hasičské muzeum Kočí bylo založeno roku 2002 a desítky exponátů se rozkládají se na více než 542 m².

### Pamětihodnosti
- Kostel svatého Bartoloměje s krytým dřevěným mostem z roku 1721 (délka 18 metrů).[9]

## Osobnosti
Narodil se tu a působil rolník a politik Josef Kudrnka (1860–???), poslanec zemského sněmu.

## Galerie

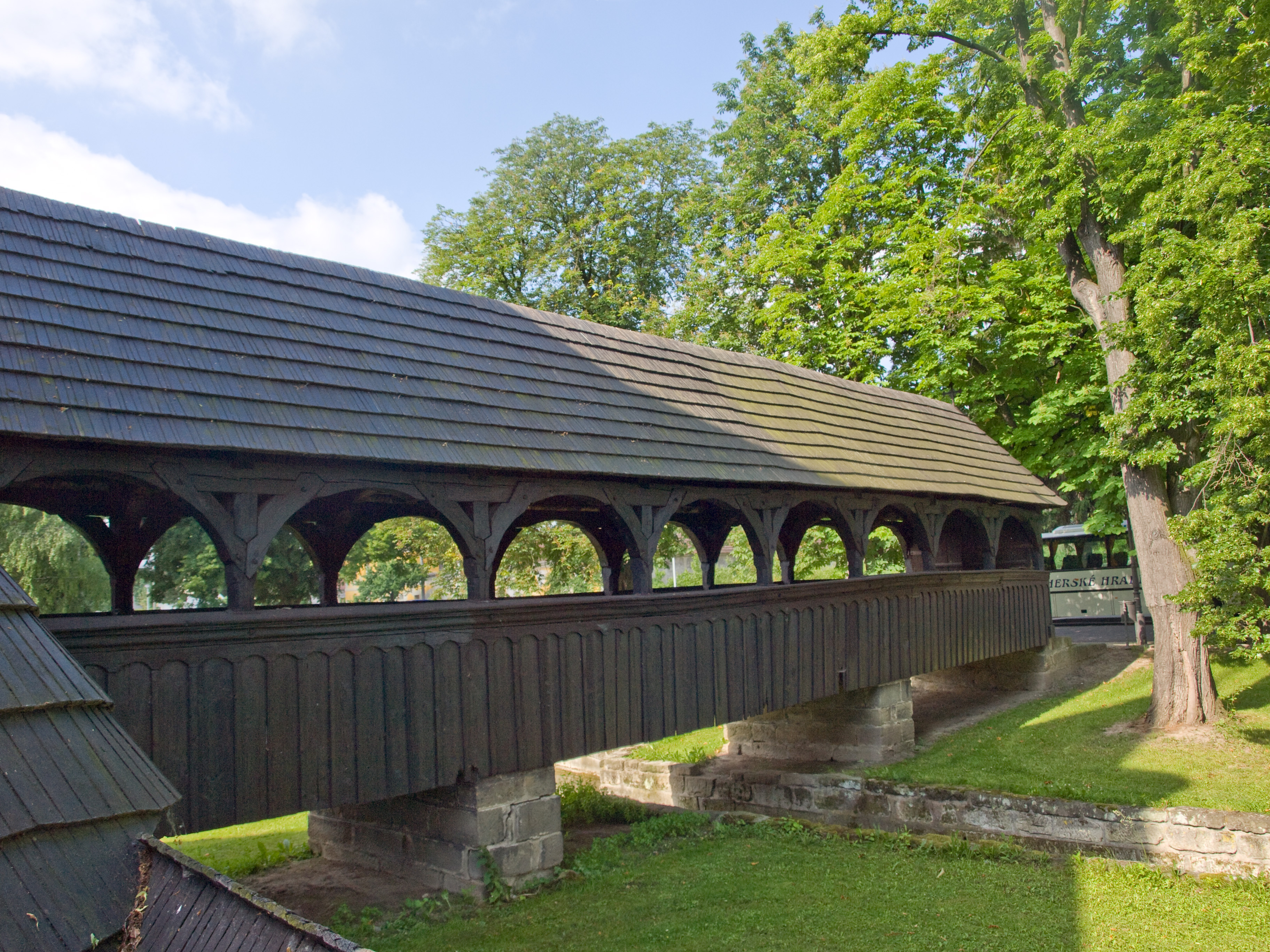
Most u kostela
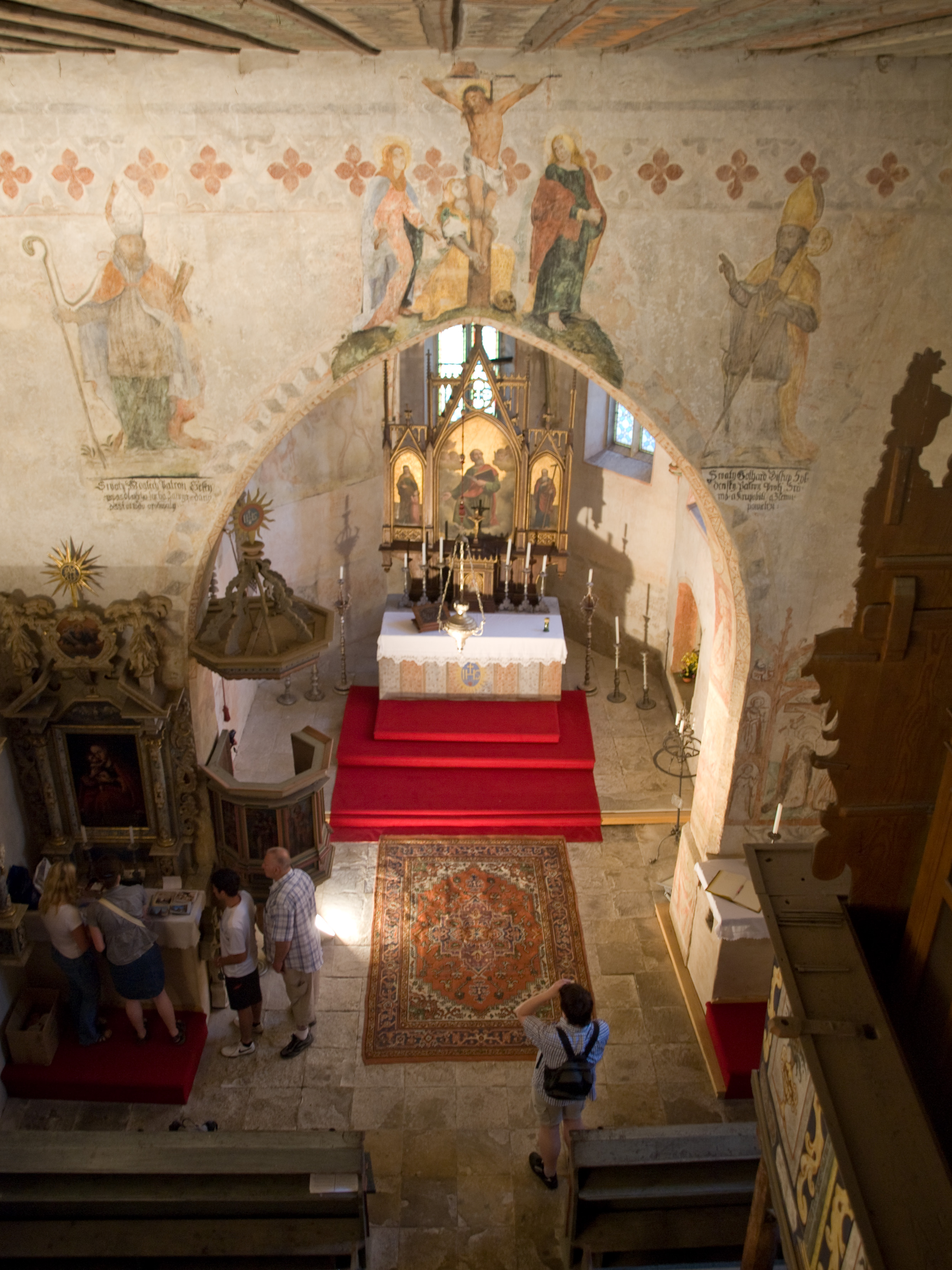
Interiér kostela
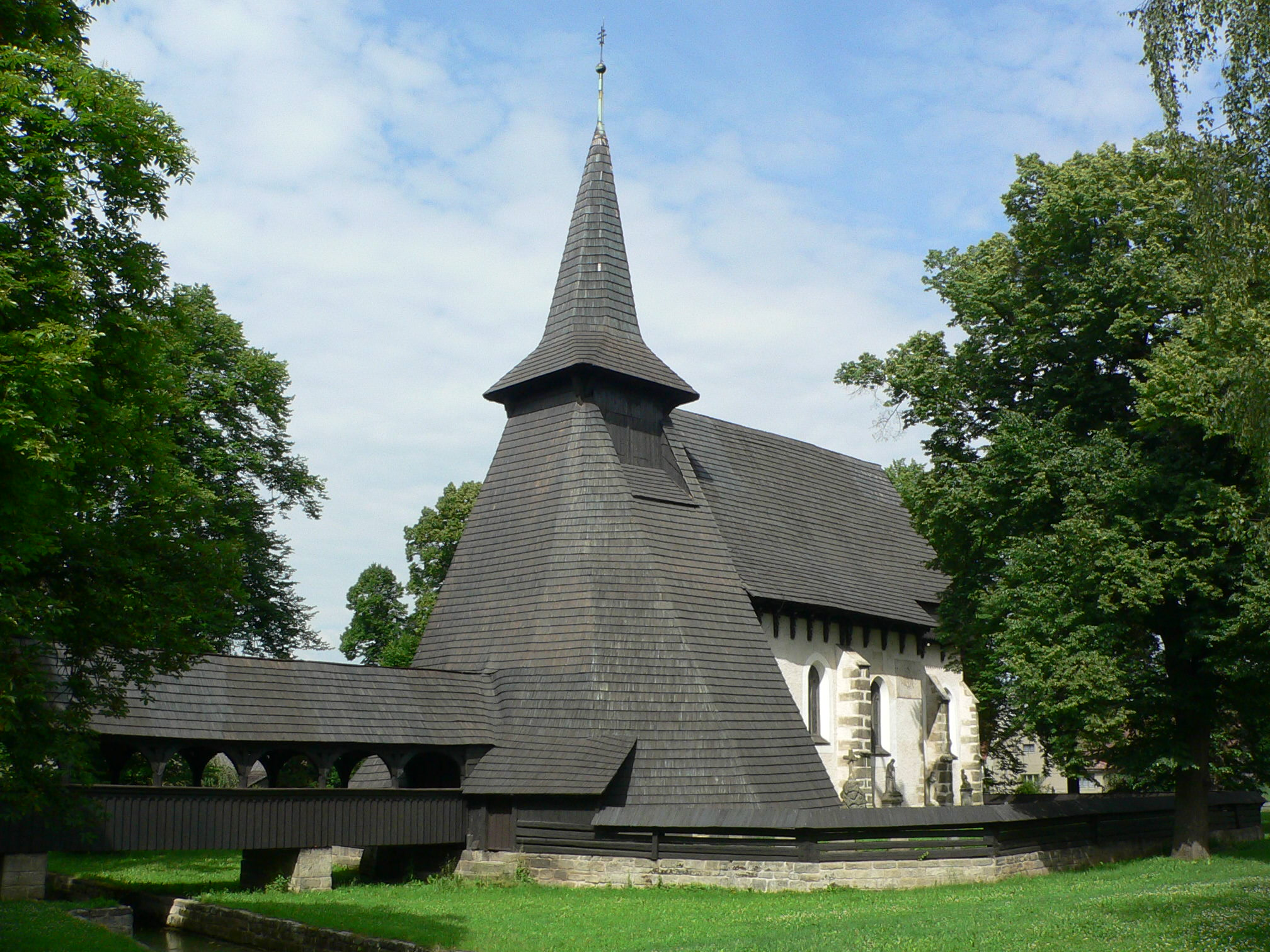
Kostel svatého Bartoloměje